# Lappland-Rennen 2021/22
Das Lappland-Rennen 2021/22 in Levi in der Gemeinde Kittilä in Finnland gehörte zum Alpinen Skiweltcup 2021/22 und fand am 20. und 21. November 2021 statt. Es wurden zwei Slaloms der Damen ausgetragen.

## Streckendaten
|                    | Slalom Damen I        | Slalom Damen II         |
| ------------------ | --------------------- | ----------------------- |
| Datum              | 20. November          | 21. November            |
| Ort                | Levi Black            | Levi Black              |
| Startzeit 1. Lauf  | 11:30 Uhr             | 11:30 Uhr               |
| Startzeit 2. Lauf  | 14:30 Uhr             | 14:30 Uhr               |
| Seehöhe Start      | 438 m                 | 438 m                   |
| Seehöhe Ziel       | 258 m                 | 258 m                   |
| Höhendifferenz     | 180 m                 | 180 m                   |
| Streckenlänge      | ?                     | ?                       |
| Kurssetzer 1. Lauf | Georg Harzl (GER)     | Jeff Lackie (USA)       |
| Kurssetzer 2. Lauf | Christian Brill (SUI) | Gerhard Huttegger (AUT) |
| Tore 1. Lauf       | 64                    | 66                      |
| Tore 2. Lauf       | 66                    | 65                      |

## Teilnehmende Nationen und Athletinnen
Es nahmen 78 Skirennläuferinnen aus 20 Nationen am Lappland-Rennen in Levi teil.
| Nation                   | Anzahl               | Athletinnen |
| Europa (16 Nationen)     | Europa (16 Nationen) | Europa (16 Nationen) |
| ------------------------ | -------------------- | --- |
| Belgien                  | 1                    | Kim Vanreusel |
| Belarus                  | 1                    | Maryja Schkanawa |
| Deutschland              | 5                    | Lena Dürr, Jessica Hilzinger, Andrea Filser, Marlene Schmotz, Emma Aicher                                                                                               |
| Finnland                 | 6                    | Riikka Honkanen, Rosa Pohjolainen, Kia-Emilia Hakala (nur Slalom I), Erika Pykäläinen, Charlotte Henriksson, Riia Pallari                                               |
| Frankreich               | 3                    | Nastasia Noens, Doriane Escané, Marie Lamure |
| Italien                  | 7                    | Martina Peterlini, Marta Bassino, Lara Della Mea, Marta Rossetti, Roberta Midali, Sophie Mathiou, Anita Gulli                                                           |
| Kroatien                 | 3                    | Zrinka Ljutić, Leona Popović, Andrea Komšić |
| Norwegen                 | 6                    | Kristin Lysdahl, Kristina Riis-Johannessen, Mina Fürst Holtmann, Therese Tviberg, Thea Louise Stjernesund, Marte Monsen                                                 |
| Österreich               | 9                    | Katharina Liensberger, Chiara Mair, Franziska Gritsch, Katharina Truppe, Katharina Gallhuber, Katharina Huber, Marie-Therese Sporer, Magdalena Egger, Stephanie Brunner |
| Russland                 | 1                    | Anastasija Gornostajewa |
| Schweden                 | 9                    | Sara Hector, Anna Swenn-Larsson, Magdalena Fjällström, Elsa Fermbäck, Sara Rask, Moa Boström Müssener, Charlotta Säfvenberg, Liv Ceder, Hanna Aronsson Elfman           |
| Schweiz                  | 7                    | Wendy Holdener, Michelle Gisin, Camille Rast, Mélanie Meillard, Elena Stoffel, Nicole Good, Carole Bissig                                                               |
| Slowenien                | 4                    | Andreja Slokar, Ana Bucik, Meta Hrovat, Neja Dvornik |
| Slowakei                 | 1                    | Petra Vlhová |
| Tschechien               | 2                    | Martina Dubovská, Gabriela Capová |
| Vereinigtes Königreich   | 1                    | Charlie Guest |
| Nordamerika (2 Nationen) |                      | |
| Kanada                   | 5                    | Laurence St-Germain, Erin Mielzynski, Ali Nullmeyer, Roni Remme, Amelia Smart                                                                                           |
| Vereinigte Staaten       | 5                    | Mikaela Shiffrin, Paula Moltzan, Lila Lapanja, Nina O’Brien, A J Hurt                                                                                                   |
| Asien (2 Nationen)       |                      | |
| Japan                    | 1                    | Sakurako Mukōgawa |
| Südkorea                 | 1                    | Youngseo Kang |

## Bericht

### Vorbericht
Am 12. November 2021 gab der Internationale Skiverband (FIS) bekannt, dass die zwei Slaloms in Levi ausgetragen werden. Die Schweizerin Wendy Holdener zog sich Anfang Oktober 2021 beim Training Verletzungen an beiden Händen zu. Wenige Tage vor dem Start in Levi gaben die Ärzte grünes Licht für die zwei Slalomrennen in Levi. Es wurde wieder ein spannender Dreikampf mit der Slowakin Petra Vlhová, der Amerikanerin Mikaela Shiffrin und der Österreicherin Katharina Liensberger erwartet. Als Geheimfavoritin wurde die Siegerin vom Parallel-Wettbewerb in Lech-Zürs 2021, Andreja Slokar aus Slowenien, gehandelt und den Italienerinnen wurden wieder Außenseiterchancen zugetraut. Die 22-jährige Italienerin Serena Viviani verpasste wegen einer Ellenbogenverletzung die beiden Slalomrennen.

### Samstag, 20. November 2021, Slalom Damen I
Nach dem ersten Durchgang führte die Slowakin Petra Vlhová mit einer Zeit von 52,15 Sekunden vor der Amerikanerin Mikaela Shiffrin (+ 0,11 s) und der Slowenin Andreja Slokar (+ 0,48 s). Auf den vierten Platz kam die Schwedin Anna Swenn-Larsson (+ 0,55 s) und dahinter landete die Schweizerin Michelle Gisin (+ 0,70 s). Die Deutsche Lena Dürr und die Österreicherin Katharina Liensberger kamen beide auf Platz sechs und hatten sieben Hundertstelsekunden Rückstand auf Vlhová. Die Schweizerin Wendy Holdener kam auf den achten Platz. Neunte wurde die zweite Schwedin Sara Hector (+ 1,11 s) und die Norwegerin Thea Louise Stjernesund (+ 1,19 s) kam als Zehnte ins Ziel. Auf den Plätzen 15, 16, 21 und 22 kamen die Österreicherinnen Katharina Truppe (+ 1,60 s), Katharina Huber (+ 1,62 s), Chiara Mair (+ 1,88 s) und Katharina Gallhuber (+ 1,91 s). Die Italienerin Marta Bassino, die Deutschen Marlene Schmotz und Andrea Filser qualifizierten sich nicht für den zweiten Durchgang und die Finnin Kia-Emilia Hakala war für den ersten Durchgang gemeldet, ging aber nicht an den Start.
Im zweiten Durchgang siegte die Slowakin Petra Vlhová mit einer Zeit von 1:46,19 Minuten. Auf den zweiten Platz kam die Amerikanerin Mikaela Shiffrin mit einem Rückstand von 0,31 Sekunden. Die Deutsche Lena Dürr kam auf den dritten Platz. Sie fuhr im zweiten Lauf von Platz sechs auf den dritten Platz vor und hatte 84 Hundertstelsekunden Rückstand auf Vlhová. Die Slowenin Andreja Slokar, die eine Woche zuvor den Parallel-Wettbewerb in Lech-Zürs gewonnen hatte, kam auf den vierten Platz. Beste Schwedin war Anna Swenn-Larsson auf Platz fünf. Die Österreicherin Katharina Liensberger, die sich Hoffnung auf den Sieg machte, kam nur auf dem sechsten Platz ins Ziel. Auf den Plätzen sieben und acht kamen die Schweizerinnen Wendy Holdener (+ 1,50 s) und Michelle Gisin (+ 1,63 s). Katherina Huber aus Österreich verbesserte sich um fünf Plätze und kam auf dem 12. Platz (+ 2,34 s). Die 18-jährige Deutsche Emma Aicher überzeugte mit einem starken Auftritt und kam auf den 14. Platz. Die Tirolerin Chiara Mair erreichte den 19. Platz und ihre Landsfrau Katharina Truppe verlor im zweiten Lauf sechs Plätze und war im Ziel 22. Martina Peterlini war die Einzige Italienerin, die sich für den zweiten Durchgang qualifizierte, und kam auf den 21. Platz. Katharina Gallhuber aus Österreich musste sich mit Platz 27 zufriedengeben. Die einzige Finnin, Rosa Pohjolainen, die sich mit der hohen Startnummer 69 für das Finale qualifizierte, kam im zweiten Lauf als 24. ins Ziel.

### Sonntag, 21. November 2021, Slalom Damen II
Nach dem ersten Lauf des zweiten Slaloms führte die Slowakin Petra Vlhová mit einer Zeit von 52,14 Sekunden vor der Amerikanerin Mikaela Shiffrin (+ 0,18 s) und der Schweizerin Michelle Gisin (+ 0,36 s). Auf den vierten Platz, wie am Vortag, kam die Schwedin Anna Swenn-Larsson (+ 0,37 s). Die Norwegerin Maria Therese Tviberg, die mit der hohen Startnummer 46 in den ersten Lauf ging, landete mit 0,52 Sekunden auf dem fünften Platz. Beste Deutsche wurde wieder Lena Dürr (+ 0,66 s) auf Platz sechs. Martina Dubovská aus Tschechien zeigte mit Platz sieben, dass sie zum erweiterten Kreis der Topathletinnen gehört. Katharina Huber (+ 0,81 s) aus Österreich war im ersten Lauf beste ihres Landes mit Platz acht und dahinter landete die Schweizerin Wendy Holdener (+ 0,84 s) mit Platz neun. Die Österreicherin Katharina Liensberger (+ 0,94 s) kam als 10. ins Ziel und die zweite Schwedin Sara Hector beendete den ersten Lauf als 11. Emma Aicher aus Deutschland, die mit der Startnummer 59 in den ersten Lauf ging, wurde 13. Die beiden Deutschen Andrea Filser und Jessica Hilzinger teilten sich den 29. Platz.
Die Slowakin Petra Vlhová fuhr ihren dritten Sieg in Folge ein, mit einer Zeit von 1:45,22 Minuten vor der Amerikanerin Mikaela Shiffrin (+ 0,47 s) und Lena Dürr (+ 0,78 s) aus Deutschland. Auf die Plätze vier und fünf kamen die Schweizerinnen Wendy Holdener (+ 0,97 s) und Michelle Gisin (+ 1,24 s). Die Tschechin Martina Dubovská (+1,40) kam auf Position sechs ins Ziel. Ana Bucik wurde mit Platz sieben beste Slowenin und machte im Finale der besten 30 fünf Plätze gut. Katharina Liensberger (+ 1,64 s) war, wie im ersten Slalom am Samstag, beste Österreicherin, auf Platz acht dahinter reihten sich ihre Landsleute Katharina Truppe (+ 1,66 s) und Katharina Huber (+ 1,77 s) ein. Die Slowenin Andreja Slokar, die eigentlich als Geheimfavoritin gehandelt wurde, kam nur auf den 15. Platz. Die Italienerinnen hatten mit dem Sieg nichts zu tun, denn Martina Peterlini hatte im Finale die siebtbeste Laufzeit, verbesserte sich um neun Plätze und kam als 16. ins Ziel. Neben Lena Dürr waren im Finale Andrea Filser, Emma Aicher und Jessica Hilzinger und belegten die Plätze 18, 22 und 23. Die Schweizerin Camille Rast kam mit 3,59 Sekunden Rückstand als 26. ins Ziel. Maria Therese Tviberg aus Norwegen ging im zweiten Lauf als fünftletzte ins Rennen und hatte einen guten Start. Im weiteren Lauf des Rennens stürzte sie im Steilhang und zog sich ein paar blaue Flecken zu.

## Ergebnisse

### Slalom I
- Wetter Lauf 1: meist Wolken, Schnee: Kompakt, Temperatur Start: −8 °C, Temperatur Ziel: −7 °C
- Wetter Lauf 2: meist Wolken, Schnee: Kompakt, Temperatur Start: −10 °C, Temperatur Ziel: −7 °C
- Vorläufer Lauf 1:  Sebastian Foss Solevåg,  Oskari Sulkakoski,  Axel Rautio
- Vorläufer Lauf 2:  Sebastian Foss Solevåg,  Oskari Sulkakoski,  Axel Rautio

| Platz | Name                    | Lauf 1       | Lauf 2       | Gesamt      |
| ----- | ----------------------- | ------------ | ------------ | ----------- |
|       | Petra Vlhová            | 52,15 s (1)  | 54,04 s (1)  | 1:46,19 min |
|       | Mikaela Shiffrin        | 52,26 s (2)  | 54,24 s (3)  | 1:46,50 min |
|       | Lena Dürr               | 52,87 s (6)  | 54,16 s (2)  | 1:47,03 min |
| 04    | Andreja Slokar          | 52,63 s (3)  | 54,68 s (9)  | 1:47,31 min |
| 05    | Anna Swenn-Larsson      | 52,70 s (4)  | 54,62 s (7)  | 1:47,32 min |
| 06    | Katharina Liensberger   | 52,87 s (6)  | 54,60 s (5)  | 1:47,47 min |
| 07    | Wendy Holdener          | 53,08 s (8)  | 54,61 s (6)  | 1:47,69 min |
| 08    | Michelle Gisin          | 52,85 s (5)  | 54,97 s (15) | 1:47,82 min |
| 09    | Sara Hector             | 53,26 s (9)  | 54,85 s (11) | 1:48,11 min |
| 10    | Thea Louise Stjernesund | 53,34 s (10) | 54,86 s (12) | 1:48,20 min |
| 11    | Ana Bucik               | 53,71 s (15) | 54,54 s (4)  | 1:48,25 min |
| 12    | Katharina Huber         | 53,77 s (17) | 54,66 s (8)  | 1:48,43 min |
| 13    | Martina Dubovská        | 53,58 s (11) | 55,01 s (17) | 1:48,59 min |
| 14    | Emma Aicher             | 53,82 s (19) | 54,84 s (10) | 1:48,66 min |

| Platz | Name                 | Lauf 1       | Lauf 2       | Gesamt      |
| ----- | -------------------- | ------------ | ------------ | ----------- |
|       | Ali Nullmeyer        | 53,68 s (14) | 54,98 s (16) | 1:48,66 min |
| 16    | Neja Dvornik         | 53,66 s (12) | 55,04 s (18) | 1:48,70 min |
| 17    | Laurence St-Germain  | 53,66 s (12) | 55,27 s (23) | 1:48,93 min |
| 18    | Leona Popović        | 54,17 s (26) | 54,93 s (14) | 1:49,10 min |
| 19    | Chiara Mair          | 54,03 s (23) | 55,12 s (20) | 1:49,15 min |
| 20    | Erin Mielzynski      | 54,26 s (27) | 54,91 s (13) | 1:49,17 min |
| 21    | Martina Peterlini    | 53,99 s (22) | 55,29 s (24) | 1:49,28 min |
| 22    | Katharina Truppe     | 53,75 s (16) | 55,66 s (26) | 1:49,41 min |
| 23    | Charlotta Säfvenberg | 54,33 s (29) | 55,11 s (19) | 1:49,41 min |
| 24    | Rosa Pohjolainen     | 54,27 s (28) | 55,18 s (21) | 1:49,45 min |
| 25    | Jessica Hilzinger    | 54,38 s (30) | 55,19 s (22) | 1:49,57 min |
| 26    | Nastasia Noens       | 54,16 s (25) | 55,56 s (25) | 1:49,72 min |
| 27    | Katharina Gallhuber  | 54,06 s (24) | 55,83 s (27) | 1:49,89 min |

### Slalom II
- Wetter Lauf 1: sonnig, Schnee: Kompakt, Temperatur Start: −14 °C, Temperatur Ziel: −10 °C
- Wetter Lauf 2: sonnig, Schnee: Kompakt, Temperatur Start: −13 °C, Temperatur Ziel: −12 °C
- Vorläufer Lauf 1:  Sebastian Foss Solevåg,  Oskari Sulkakoski,  Axel Rautio
- Vorläufer Lauf 2:  Sebastian Foss Solevåg,  Oskari Sulkakoski,  Axel Rautio

| Platz | Name                    | Lauf 1       | Lauf 2       | Gesamt      |
| ----- | ----------------------- | ------------ | ------------ | ----------- |
|       | Petra Vlhová            | 52,14 s (1)  | 53,08 s (1)  | 1:45,22 min |
|       | Mikaela Shiffrin        | 52,32 s (2)  | 53,37 s (6)  | 1:45,69 min |
|       | Lena Dürr               | 52,80 s (6)  | 53,20 s (2)  | 1:46,00 min |
| 04    | Wendy Holdener          | 52,98 s (9)  | 53,21 s (3)  | 1:46,19 min |
| 05    | Michelle Gisin          | 52,50 s (3)  | 53,96 s (13) | 1:46,46 min |
| 06    | Martina Dubovská        | 52,87 s (7)  | 53,75 s (9)  | 1:46,62 min |
| 07    | Ana Bucik               | 53,39 s (12) | 53,29 s (5)  | 1:46,68 min |
| 08    | Katharina Liensberger   | 53,08 s (10) | 53,78 s (10) | 1:46,86 min |
| 09    | Katharina Truppe        | 53,61 s (15) | 53,27 s (4)  | 1:46,88 min |
| 10    | Katharina Huber         | 52,95 s (8)  | 54,04 s (15) | 1:46,99 min |
| 11    | Anna Swenn-Larsson      | 52,51 s (4)  | 54,94 s (26) | 1:47,45 min |
| 12    | Thea Louise Stjernesund | 53,75 s (17) | 53,74 s (8)  | 1:47,49 min |
|       | Sara Hector             | 53,14 s (11) | 54,35 s (20) | 1:47,49 min |
| 14    | Leona Popović           | 53,60 s (14) | 53,90 s (11) | 1:47,50 min |

| Platz | Name              | Lauf 1       | Lauf 2       | Gesamt      |
| ----- | ----------------- | ------------ | ------------ | ----------- |
| 15    | Andreja Slokar    | 53,74 s (16) | 53,96 s (13) | 1:47,70 min |
| 16    | Martina Peterlini | 54,00 s (25) | 53,71 s (7)  | 1:47,71 min |
| 17    | Meta Hrovat       | 53,94 s (22) | 54,05 s (16) | 1:47,99 min |
| 18    | Andrea Filser     | 54,16 s (29) | 53,90 s (11) | 1:48,06 min |
| 19    | Neja Dvornik      | 53,90 s (20) | 54,17 s (17) | 1:48,07 min |
| 20    | Charlie Guest     | 53,91 s (21) | 54,25 s (18) | 1:48,16 min |
| 21    | Erin Mielzynski   | 53,84 s (19) | 54,35 s (20) | 1:48,19 min |
| 22    | Jessica Hilzinger | 54,16 s (29) | 54,30 s (19) | 1:48,46 min |
| 23    | Emma Aicher       | 53,59 s (13) | 54,88 s (25) | 1:48,47 min |
| 24    | Paula Moltzan     | 54,09 s (27) | 54,39 s (22) | 1:48,48 min |
| 25    | Kristin Lysdahl   | 54,08 s (26) | 54,47 s (23) | 1:48,55 min |
| 26    | Camille Rast      | 53,99 s (24) | 54,82 s (24) | 1:48,81 min |
| 27    | Nastasia Noens    | 53,95 s (23) | 54,96 s (27) | 1:48,91 min |
| 28    | Riikka Honkanen   | 53,81 s (18) | 55,46 s (28) | 1:49,27 min |